# Romain Ruffenach
‌
Pour les articles homonymes, voir Ruffenach.

a Compétitions nationales et continentales officielles uniquement.

b Matchs officiels uniquement.
Dernière mise à jour le 30 juin 2025.
Romain Ruffenach, né le 4 septembre 1994 à Tours (Indre-et-Loire), est un joueur français de rugby à XV jouant au poste de talonneur.

## Biographie

### Jeunesse et formation
Né à Tours, Romain Ruffenach y commence le rugby à XV à l'US Tours en 2004 et y joue jusqu'en 2011, puis rejoint le Stade rochelais où il reste une saison, jusqu'en 2012. Enfin, il rejoint le Biarritz olympique avec qui il fait ses débuts professionnels durant la saison 2012-2013.
Il fait partie de la promotion Benoît Dauga 2012-2013 au Pôle France de Marcoussis.
En 2013, il est sélectionné en équipe de France des moins de 20 ans pour participer dans un premier temps au Tournoi des Six Nations des moins de 20 ans, puis au Championnat du monde junior, durant lequel il joue cinq matchs et les Bleuets terminent à la cinquième place. De même l'année suivante, en 2014, il participe au Tournoi des Six Nations des moins de 20 ans et réalise le Grand Chelem. Il joue tous les matchs du tournoi et marque un essai. Il joue également quatre rencontres du championnat du monde junior cette année.

### Début de carrière au Biarritz olympique (2012-2016)
Romain Ruffenach joue le premier match de sa carrière le 1er mars 2013, à seulement 18 ans, lors d'un match de Top 14 de la saison 2012-2013, contre l'Aviron bayonnais. Il remplace Arnaud Héguy en cours de match (match nul 6-6),. Il rejoue un match deux mois plus tard contre le Stade français. Il s'agit de ses deux seuls matchs de la saison.

### Montpellier HR (2016-2019)
En juillet 2016, il figure sur la Liste développement de 30 joueurs de moins de 23 ans à fort potentiel que les entraîneurs de l'équipe de France suivent pour la saison 2016-2017. Quelques mois plus tard, en septembre 2016, il rejoint le Montpellier HR où il signe un contrat de trois ans, le liant au club jusqu'en 2019.
Durant sa deuxième saison au club, en 2017-2018, il joue 18 matchs de Top 14 dont 9 en tant que titulaire et marque trois essais. Son club termine premier de la phase régulière, puis se qualifie en finale du championnat. En finale, le MHR affronte le Castres olympique. Romain Ruffenach est sur le banc des remplaçants pour ce match mais n'entre pas en jeu. Les Montpelliérains s'inclinent 13 à 29.

### Retour à Biarritz (2019-2022)
Le 9 janvier 2019, le Biarritz olympique annonce son retour au club pour la saison 2019-2020. Durant la saison 2020-2021, le BO termine à la troisième place de Pro D2 et se qualifie donc pour les phases finales. Les basques éliminent Grenoble en barrages, puis le RC Vannes en demi-finale. En finale, Biarritz affronte l'USAP. Romain Ruffenach entre en jeu durant ce match à la place de Lucas Peyresblanques à la 44e minute, mais les Biarrots sont battus 33 à 14.
En octobre 2021, lors d'un match face au Stade toulousain, il est gravement blessé (rupture des ligaments croisés du genou) lors d'un plaquage de Iosefa Tekori et voit sa saison 2021-2022 terminée.

### Section paloise (2022-2025)
À l'issue de la saison 2021-2022, il s'engage à la Section paloise. Il commence sa saison en septembre 2022 face au Stade toulousain en remplaçant Lucas Rey à la 61e minute. Au total, il dispute sept matchs de Top 14 et trois matchs de Challenge Cup.
Il commence la saison 2023-2024 de Top 14 dès la première journée face au Castres olympique en tant que remplaçant. Il dispute 11 matchs de Top 14 et inscrit son premier essai avec la Section paloise en Challenge Cup le 16 décembre 2023 face aux Dragons RFC.
Son départ au FC Grenoble à partir de la saison 2025-2026 est annoncé en janvier 2025. Après une saison 2024-2025 avec 19 matchs de championnat et 3 essais, plus quatre matchs de Challenge Cup, il quitte le club béarnais,.

## Palmarès

### En club
- Finaliste du Championnat de France en 2018 avec le Montpellier HR.
- Finaliste du Championnat de France de Pro D2 en 2021 avec le Biarritz olympique.

### En sélection nationale
- Vainqueur du Tournoi des Six Nations des moins de 20 ans en 2014 (Grand Chelem)